# Rabaulichthys
Rabaulichthys is een geslacht van straalvinnige vissen uit de familie van zaag- of zeebaarzen (Serranidae). Het geslacht is voor het eerst wetenschappelijk beschreven in 1984 door Allen.

## Soorten
- Rabaulichthys altipinnis Allen, 1984
- Rabaulichthys stigmaticus Randall & Pyle, 1989
- Rabaulichthys suzukii Masuda & Randall, 2001
- Rabaulichthys squirei Randall & Walsh, 2010